# Elsie Vaalbooi
Elsie Vaalbooi (née vers 1901 et morte le 7 octobre 2002) était une femme sud-africaine de la communauté sankhoï, au Cap-Nord, et l'une des dernières locutrices de la langue Nǀu. Elle a joué un rôle important dans la préservation de cette langue africaine.

## Biographie
Elle est née probablement au début du XXe siècle. La date exacte n’est pas connue. Les chercheurs qui ont travaillé avec elle pensent que sa famille a fait partie d'une communauté nomade de la région du Kalahari. Elle se souvient des trajets de sa famille parmi les fermes de moutons de cette région, passant de ferme en ferme à la recherche d’emplois, et de leur première installation dans l'une d'elles, non loin d'Upington. Elle se rappelle des fermiers blancs qui lui ont fait porter des vêtements, pour la première fois de sa vie, et des menaces qui ont pesé sur la communauté pendant la guerre des Boers (la seconde guerre des Boers s'est terminée en mai 1902). Elle évoque aussi sa mère, Kx'uisi : « Elle cuisait des œufs  d'autruche après avoir fait deux trous dans la coquille pour les vider. Elle était aussi une bonne cuisinière de tsamma (melon poussant dans le désert, constituant la base de l'alimentation des Bushmen), elle retirait la chair du tsamma avec une cuillère en bois et la mélangeait à la farine de maïs ».
Dans les années 1990, les dirigeants sankhoïs  s’inquiètent de la perte de la langue nǀu : beaucoup de ceux de la communauté qui pouvaient parler une langue sankhoï parlaient en fait le nama, et dans la vie quotidienne, la plupart utilisent désormais l'afrikaans, langue de la communauté blanche rurale. 
Le linguiste Anthony Traill travaille avec Vaalbooi en 1997. Le South African San Institute s'implique aussi dans la recherche d'informations sur cette langue traditionnelle, en phase de disparition. Avec l'aide d’Elsie Vaalbooi, ils sont en mesure de retrouver dix autres personnes parlant cette langue,.
En 1997, Elsie Vaalbooi aide les linguistes et les fonctionnaires provinciaux à donner une devise dans la langue nǀu pour la province du Cap-Nord : « Sa : a !aĩsi'uĩsi »(« Nous allons vers une vie meilleure »).
Elle meurt le 7 octobre 2002.